# Zacapoaxtla
Zacapoaxtla (del náhuatl: zacat, pohuat, tla ‘zacate, contar, lugar’‘Lugar donde abunda el zacate’) es una población del estado mexicano de Puebla, cabecera del municipio de Zacapoaxtla (uno de los 217 municipios que conforman al estado). 
Se localiza en la sierra norte del estado, cuyas coordenadas geográficas son los paralelos 19°44′18″ y 19°59′18″ de latitud Norte, y los meridianos 97°31′42″ y 97°37′54″ de longitud Oeste. La población total del municipio de acuerdo al Censo de Población y Vivienda del INEGI es de 53,295 habitantes, de los cuales 25,534 son hombres y 27,761 son mujeres (2010). Es la entrada a la sierra nororiental del estado de Puebla, de gran importancia económica por la actividad comercializadora de los productores y campesinos de toda la región. También es la cabecera del distrito 21.

## Historia

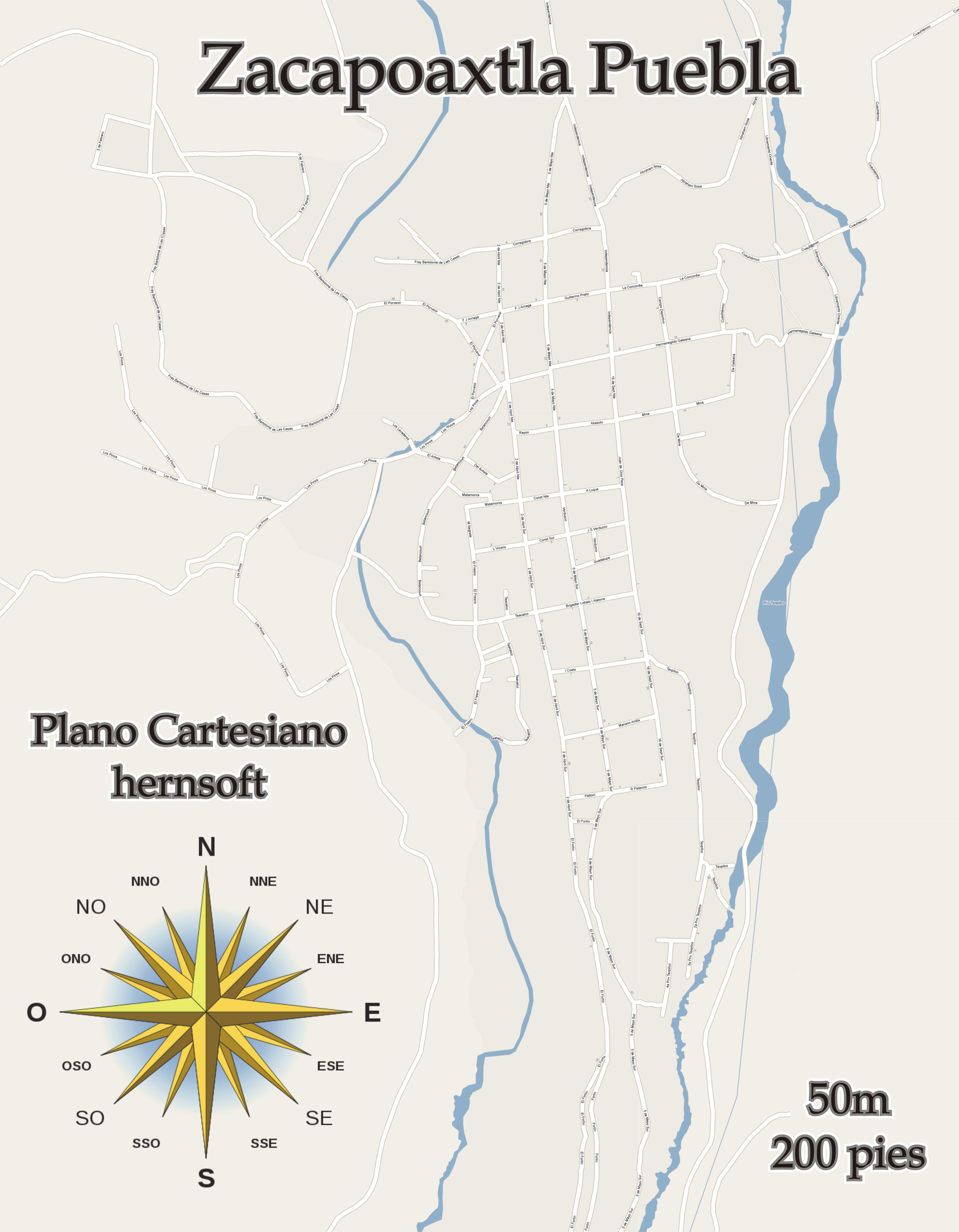
Croquis

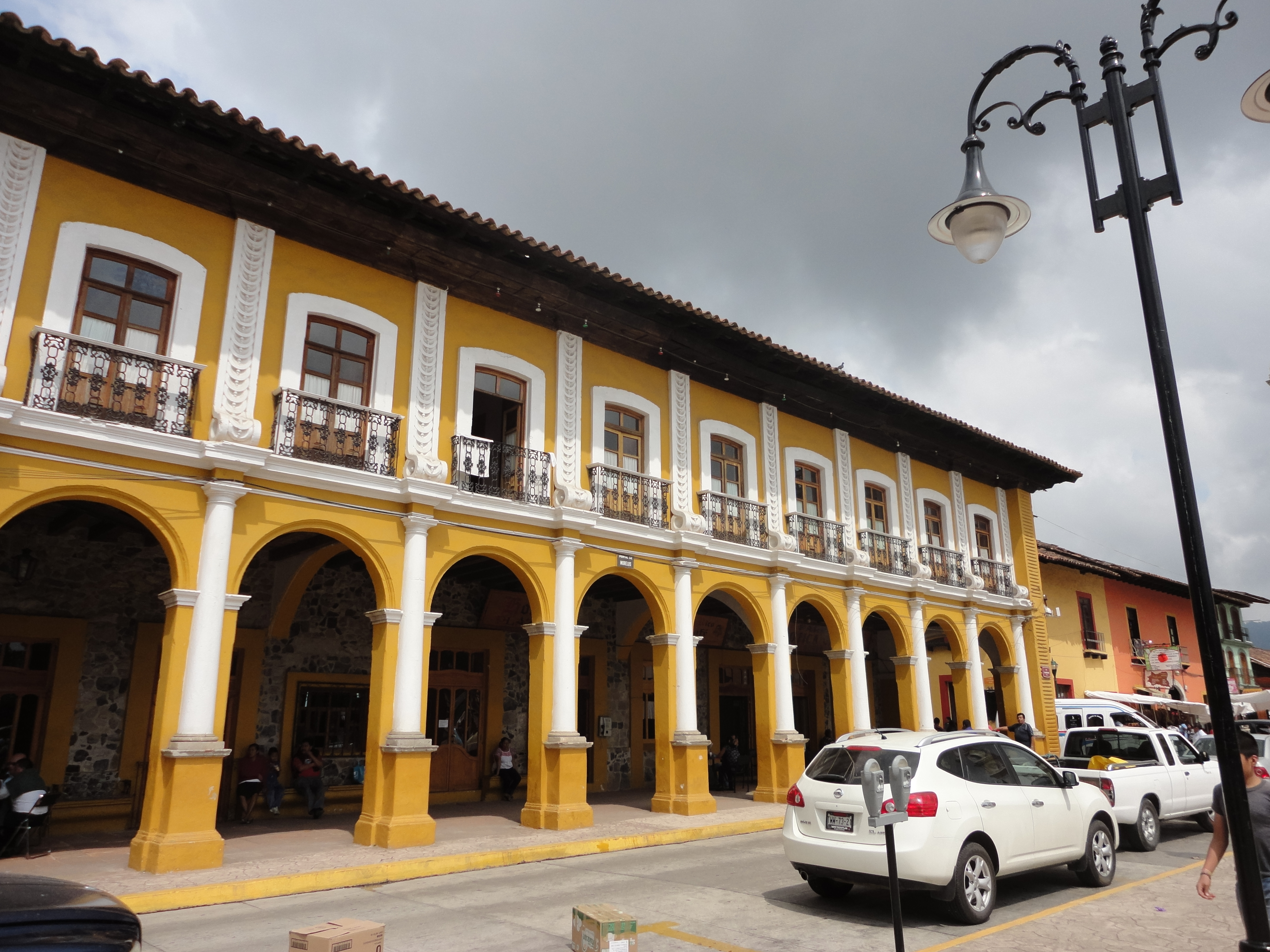
Fachada de antigua casona

Si bien existen pocas referencias arqueológicas, se sabe que en esta región vivían pueblos nahua-chichimecas con antecedentes totonacas. Al principio de nuestra era, casi todo el noreste del actual Estado de Puebla pertenecía a la región del Totonacapan que para el siglo XII formaba parte del Chichimecatlalli, al cual pertenecía el señorío de Tlatlauhquitepec, que comprendía Zacapoaxtla. Otras versiones indican que para el año de 1270 el volcán Apaxtepec hizo erupción sepultando al pueblo de Xaltetelli, dando origen posiblemente a Zacapoaloyan, actualmente Zacapoaxtla. De cualquier forma, los pueblos que aquí residían fueron sometidos por la Triple Alianza "Huey-Tlatocayotl", y adjudicados al señorío de Texcoco.
En 1524, después de la conquista, Tlatlauquitepec (junto con Zacapoaxtla) quedó encomendado a Pedro de Portillo y Hernando de Salazar, ambos conquistadores, el primero después sería misionero minoritario de la Orden de San Francisco, conocido como fray Jacinto 'Cintos' de Portillo. La encomienda fue abandonada hacia 1528 y los pueblos pasaron a ser administrados directamente por la Corona. Zacapoaxtla organizó su primera ermita antes de 1540 misma que se transformó en su primera iglesia parroquial en 1576, muy rústica, bajo la advocación de los apóstoles San Pedro y San Pablo, como parte de los primeros establecimientos seculares de la Sierra Norte (como pueblo o estancia sujeta de Tlatlauquitepec). Más tarde sería sustituida por la actual iglesia parroquial, terminada en 1645. Hacia 1600 Zacapoaxtla se separó definitivamente de Tlatlauquitepec, constituyéndose como República de Indios o pueblo, cabecera con sus propios sujetos como Xochitlán y Nauzontla sede de curato propio de la alcaldía mayor de San Juan de los Llanos. En 1618 arribaron las primeras familias de origen español, pastores de chivos y ovejas, iniciando en la zona el fenómeno social del mestizaje. En la mitad del siglo XVII ya había aumentado considerablemente la actividad de habitantes no indígenas en las principales localidades de la bocasierra, donde se establecieron pequeños comerciantes, arrieros, panaderos, agricultores, ganaderos y colonos españoles, criollos y mestizos en coexistencia con la población originaria. 
La época colonial de Zacapoaxtla fue turbulenta, llena de arreglos, tributaciones y despojo de tierras entre indígenas y no indígenas, y el proceso de mestizaje de por medio. Zacapoaxtla fue adquiriendo mayor relevancia como enclave económico, militar y religioso en el siglo XVIII, razón por lo cual las autoridades virreinales designaban como autoridades exclusivamente a españoles peninsulares para lograr un control férreo de este punto neurálgico prosiguiendo la política iniciada por las reformas borbónicas.
Durante la Guerra de Independencia se reúnen y forman tropas realistas que atacarían diversos puntos defendidos por los insurgentes acaudillados por el general Francisco Osorno, en mayo de 1815 los zacapoaxtecos atacarían la casa y el rancho de Acatlán, propiedad del cura párroco insurgente José Antonio Martínez de Segura, párroco de Tetela de Xonotla, donde se ocultaba don Carlos María de Bustamante. El 3 de abril de 1822 ocurre en Zacapoaxtla un enfrentamiento entre realistas e independentistas, considerado el último acto bélico de la Guerra de Independencia. Por esta batalla, obtiene la categoría de villa el 11 de marzo de 1826, después de consumada la Independencia de México.
El 1 de abril de 1835 se convierte en cabecera del partido del mismo nombre. Durante la Intervención estadounidense en México (1846-1848) la población reclutó un pequeño contingente que concurrió a la batalla de Cerro Gordo el 18 de abril de 1847.
El 12 de diciembre de 1855 la población de Zacapoaxtla, acaudillada por el cura Francisco Ortega se pronuncia en contra del gobierno liberal emanado del Plan de Ayutla, bajo los principios de "Religión y Fueros", movimiento conocido como la Revolución Conservadora de Zacapoaxtla, preámbulo de la Guerra de Reforma, organizándose el "Batallón Guardia Móvil de Zacapoaxtla" comandado por el teniente coronel Agustín Roldán, asestando duros golpes en unión de otras fuerzas conservadoras a los liberales de Cuautecomaco (Xochiapulco), Tetela del Oro (Tetela de Ocampo), Teziutlán y Zacatlán. El 22 de diciembre de 1860 son derrotadas las fuerzas conservadoras en la batalla de Calpulalpan. Los Coroneles Juan N. Méndez y Ramón Márquez Galindo sujetan a la población de Zacapoaxtla al orden constitucional, apoyados por el gobierno estatal y nacional y la guardia nacional de la Villa de Tetela de Ocampo.
El 3 de mayo de 1862 la 5.ª Compañía "Única" del Distrito de Zacapoaxtla de 26 elementos, comandada por el Capitán José María Huidobro y su 2.º en Jefe, el Capitán habilitado José Manuel Molina, se incorporan al 6.º Batallón Guardia Nacional del Estado de Puebla, al mando de los ilustres liberales tetelenses, coronel Juan N. Méndez, teniente coronel Pilar Rivera y comandante mayor de Batallón (mayor de infantería) Tomás Segura. En julio y en noviembre de 1862 el indígena cacique Cenobio Cantero oriundo de Atacpan se pronuncia en favor de la Intervención Francesa en Tlatlauquitepec y Zacapoaxtla respectivamente.
A principios de 1863 se organiza el "Batallón Mixto de la Sierra", compuesto exclusivamente por individuos provenientes de los Distritos de San Juan de los Llanos, Teziutlán y Zacapoaxtla, quedando al mando del Coronel Eduardo Santín, participando en la defensa del Convento de Santa Inés el 25 de abril de 1863, durante el sitio de la Ciudad de Puebla.
Por este hecho de armas, el 4 de diciembre de 1864, el general Fernando María Ortega, Gobernador y Comandante Militar del Estado de Puebla, le concede a la Villa de Zacapoaxtla la categoría de Ciudad y el título del 25 de abril, denominándose en lo sucesivo "Ciudad del 25 de abril".
Entre finales de 1863 y principios de 1864 se organiza el Batallón Guardia Móvil de la Imperial Zacapoaxtla, al mando del Coronel Anastacio Roldán, hermano del Coronel conservador Agustín Roldán, que asestó duros golpes contra los milicianos republicanos de Tetela de Ocampo, Xochiapulco, además de los barrios de Cuahuigtic (Ixtacamaxtitlán) y Las Lomas y Tetoxcac (Zacapoaxtla), continuando en esta situación hasta septiembre de 1866 en que en virtud de las presiones republicanas, el Distrito de Zacapoaxtla es obligado por la Jefatura Política y Comandancia Militar de la Línea de la Sierra Norte del Estado de Puebla, presidida por el general Juan N. Méndez, a formar su Batallón de Guardia Nacional, quedando con la denominación de "PRIMER BATALLÓN ACTIVO DE ZACAPOAXTLA", es hasta este momento que el Distrito de Zacapoaxtla forma un batallón de Guardia Nacional y no antes, como erróneamente se ha venido utilizando.
El 5 de junio de 1868 la población de Zacapoaxtla se pronuncia en favor del movimiento acaudillado por el general Juan Francisco Lucas, en represión al fraude electoral cometido contra el general Juan N. Méndez, al imponer el gobierno federal al periodista Rafael J. García como Gobernador de la entidad, el "1.er Batallón Activo de Zacapoaxtla" al mando de los hermanos Arriaga (Francisco Javier, Mariano y Miguel) liderean el movimiento. De igual forma el 20 de noviembre de 1869 el coronel Francisco Javier Arriaga se subleva en contra del gobierno de Benito Juárez, uniéndose al movimiento rebelde diversas poblaciones de la Sierra Norte, hasta el 4 de junio de 1870 en que se firma la paz.
El Distrito de Zacapoaxtla se dividirá, participando en las Revoluciones de La Noria(1871-1872) y en la Revolución de Tuxtepec(1876) por ambos bandos, distinguiéndose en apoyo del General Porfirio Díaz los hermanos Arriaga y el Mayor José Manuel Molina.
Durante la Revolución Mexicana el coronel Miguel Arriaga, quien había entablado amistad con Porfirio Díaz entre 1885 - 1905, se une a los ideales de Francisco I. Madero, organizando el "1.er Batallón de Cazadores de Zacapoaxtla", tomando la plaza de Zacapoaxtla y destituyendo al entonces Jefe Político Pomposo Macip, participando en diferentes combates de guerra durante la revolución, posteriormente, la población se divide en constitucionalistas y huertistas, librando diferentes acciones militares en apoyo de los ideales enarbolados por los pobladores de ambos bandos.
A partir de 1913 sobresale el Capitán 2.º Tomás Molina Rosales, oriundo del barrio de Tetoxcac y nieto del Coronel liberal José Manuel Molina, quien ocuparía los cargos de Jefe Político y Comandante Militar Interino del Distrito de Zacapoaxtla entre 1914-1915, Comandante Militar de la Plaza de Zacapoaxtla en 1917 y 1920, además de Comandante Militar del Barrio de Tetoxcac y Jefe de los Armados del mismo barrio desde 1921 y hasta 1929, participando en diversos hechos de armas durante sus 21 años de servicio, hasta 1934 en que solicitó su baja del Ejército Nacional.
Igualmente sobresale el Capitán Pedro Molina Corona (sin relación familiar con el Capitán Tomás Molina Rosales) aunque apoyando las ideas Huertistas y posteriormente Convencionalistas; el C. Claudio N. Tirado aparece en la vida política de la revolución, ocupando la gubernatura interina de la entidad en dos ocasiones.

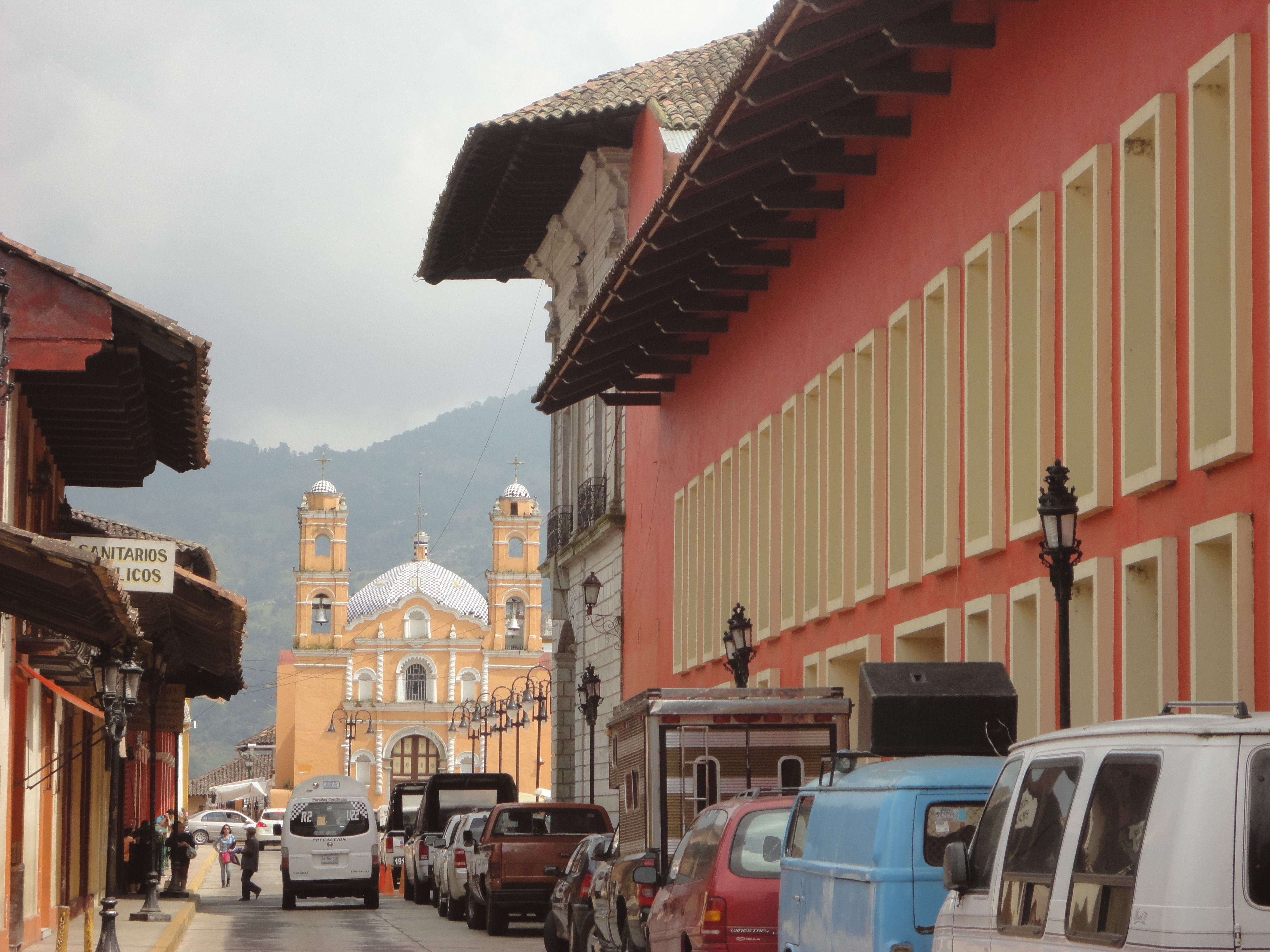
Vista de la capilla desde la calle Matamoros.

## Geografía
El Municipio de Zacapoaxtla se localiza en la parte norte del estado de Puebla, cuyas coordenadas geográficas son los paralelos 19°44′18″ y 19°59′18″ de latitud Norte, y los meridianos 97°31′42″ y 97°37′54″ de longitud Oeste. La ciudad se ubica en las coordenadas 19°51′N y 97°36′W.
El municipio de Zacapoaxtla colinda al norte con los municipios de Cuetzalan del Progreso y Nauzontla, al este con Tlatlauquitepec y Zaragoza, al sur con el de Zautla, y al oeste con los de Xochiapulco y Nauzontla. Tiene una superficie de 188,8 km², que lo ubica en el lugar 66 con respecto de los demás municipios del Estado.
La ciudad de Zacapoaxtla se encuentra ubicada en terreno accidentado dentro de las frías elevaciones del norte del estado, en la región morfológica conocida como Sierra Norte o Sierra de Puebla, en plena Sierra Madre Oriental. La ciudad se encuentra rodeada de tres cerros: el "Tres Cabezas", el "Gran poder de Dios", y el volcán extinto "Apaxtepec". El municipio presenta un declive general sur-norte, que va de 2,400 metros a 1,000 metros sobre el nivel del mar. La región se caracteriza por sus abruptas cadenas montañosas, entre las cuales existen profundos valles con caudalosos ríos, por lo que es llamada como "La Suiza Poblana".
El clima es templado y húmedo, en el cual se presentan lluvias frecuentes, así como formación de densos bancos de niebla que limitan la visibilidad. Aunque ha perdido parte de la vegetación original, aún existen los bosques de encino, oyamel, haya y cedro.
Los ríos principales son el Texpilco, afluente del río Apulco, y el Atehuetzian, que al oeste forma una cascada, todos dentro de la cuenca del río Tecolutla.

### Orografía
El municipio se localiza dentro de la región morfológica de la Sierra Norte o Sierra de Puebla, que está formada por Sierras más o menos individuales, paralelas, comprimidas las unas contra las otras y que suelen formar grandes o pequeñas altiplanicies intermontañas que aparecen frecuentemente escalonadas hacia la costa. El relieve del municipio es bastante accidentado; presenta numerosas y largas sierras, aunque no siempre bien definidas, que le confieren una topografía muy irregular, destacando las siguientes: La sierra de más de 15 kilómetros de largo que se inicia en el Cerro Tomaquilo y termina en el Cerro Infiernillo, recorriendo el oriente de sur a norte; destacan en ella otros cerros como el Cuacuilco, Tomaquilo, Aguatepec, Nexpan, Zacatamingo, Xochiltepec y Tepetzintan.
La larga Sierra que se levanta al poniente, de unos 15 kilómetros y que tiene muchas ramificaciones sobre una de las cuales se asienta Zacapoaxtla, presenta numerosos cerros: La Loma, Coyoco, Peña Blanca, Chicharozco, San Pedro, Tonancingo, Caxtetecuaco, Aguatépetl, Ocotepec, Ixmiocan, Chismoso, Teopantepeich, Taxinoltépet y Xihuancuaco. Una sierra más bien corta formada por lomas, se levanta al oriente del poblado de Zacapoaxtla. La ciudad se encuentra rodeada de tres cerros: el “Tres Cabezas”, el “Gran poder de Dios”, y el ”Apaxtepec”. La única zona que presenta una topografía plana, es la localizada al sur. El municipio presenta un declive general sur-norte, que va de 2400 metros a menos de 1,000 m s. n. m.

## Educación
En nivel Preescolar cuenta con 55 escuelas de las cuales 30 son de tipo formal, 23 indígenas y 2 tipo CONAFE, con una población promedio de 1.299, 830 y 8 alumnos respectivamente. En nivel Primaria, de tipo formal cuenta con 32 escuelas con promedio de 7.281 alumnos, de tipo indígena con 6 escuelas y 1.177 alumnos y tipo CONAFE con 4 escuelas con 53 alumnos. En el nivel de Secundaria cuenta con 24 escuelas y una población de 2.382 alumnos. En el nivel medio superior cuenta con 5 instituciones en la cabecera municipal, además de los ubicados en las localidades.

### Universidades e Institutos
- Benemérita Universidad Autónoma de Puebla (BUAP) / Unidad Regional Zacapoaxtla
- Instituto Tecnológico Superior de Zacapoaxtla

- Instituto de Estudios Superiores de la Sierra / Plantel Zacapoaxtla

- Escuela Normal Particular Raúl Isidro Burgos

- Universidad Pedagógica Nacional

- Escuela Particular de Enfermería 25 de Abril

- Escuela Secretarial Plahersan A.C.

## Economía

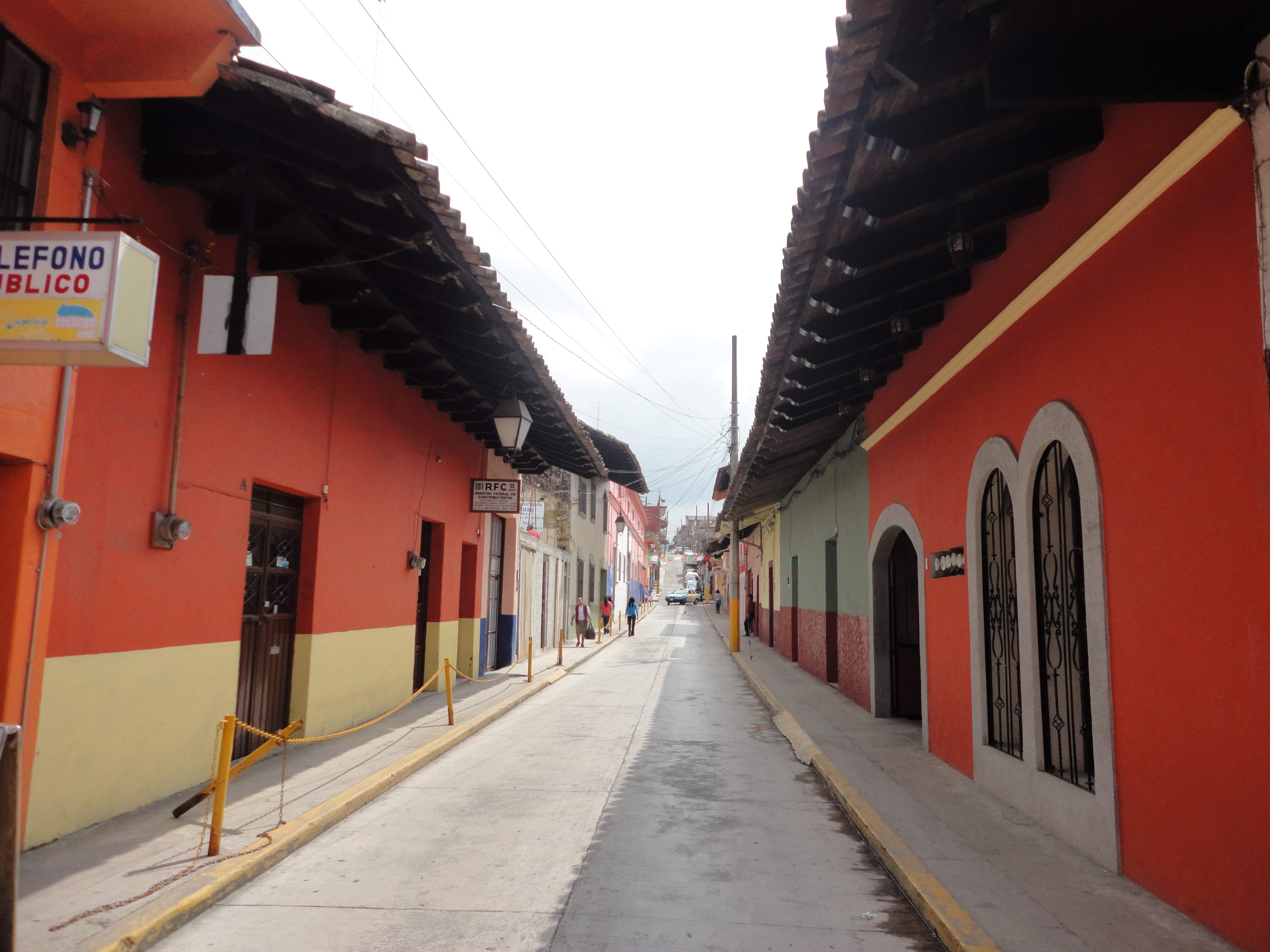
Vista típica de las calles

La actividad económica del municipio es la suma de varias actividades productivas, siendo la principal la agrícola. En el norte del municipio existen campos de cultivo de café, frutas tropicales y caña de azúcar, mientras que en el centro y sur dominan los cultivos tradicionales. Además se explota la madera de los bosques de la región serrana.

## Cultura
Vestimenta original: En las mujeres: Falda negra con listones de colores en la parte inferior de la misma, a la altura de la cadera una franja de color rosa amarrada a la cintura con cinta y camisa de labor bordada, reboso de hilo para protegerse de las inclemencias del tiempo. Hombres: calzón y camisa de manta blanca, sombrero cotón de lana rústico en color negro y huaraches; completan su indumentaria con machete y su cubierta atada a la cintura.

### Fiestas y tradiciones
En el municipio de Zacapoaxtla existen dos fiestas religiosas muy importantes, la primera es la del 29 de junio en honor a San Pedro Apóstol, se realizan misas en su honor, bautizos, comuniones, confirmaciones, la visita de varias danzas de la región, procesiones y la visita de todas las personas creyentes. La segunda es la de la Virgen de Guadalupe que se festeja el 12 de diciembre en esta celebración, existe la participación y colaboración de muchas agrupaciones sociales e institucionales, religiosas, comerciales, materiales taxistas y pequeñas empresas que existen en la región, todas ellas participan en cada una de las actividades que esta comunidad parroquial programa.
El 25 de abril de 1863 lo que antiguamente se llamaba Villa de Zacapoaxtla fue elevada a la categoría de Ciudad, nombrada entonces como Heroica Zacapoaxtla Ciudad del 25 de abril, durante la celebración la población en general se reúne en la madrugada del 25 de abril y pasean por las calles de la Ciudad algunos utilizando la vestimenta típica y entonando mañanitas como Reconocimiento a la elevación de Ciudad de Zacapoaxtla, al finalizar el recorrido se reúnen en el zócalo de la Cd. para compartir alimentos típicos.

### Gastronomía
Alimentos: Se elaboran antojitos propiamente regionales como son: los tayoyos, molotes, quesadillas de flor de calabaza, mole aguado o chilpozonte, con variantes de acuerdo al tipo de carne (pollo, guajolote, res o cerdo).
Dulces: de higo, calabaza de castilla, frutas secas, macarrón, cocadas, gaznate, membrillo, piloncillo, cocadas, palanquetas y pepitorias.
Bebidas: Las bebidas de la región y de la ciudad son los vinos de naranja, membrillo, capulín, anís, manzana y uno especial elaborado a base de hierbas con toronjil, recibe el nombre de yolixpa.

### Arquitectura
La ciudad conserva su aspecto provinciano, con casas de mampostería y techos de teja, que se prolongan para formar aleros contra las lluvias.

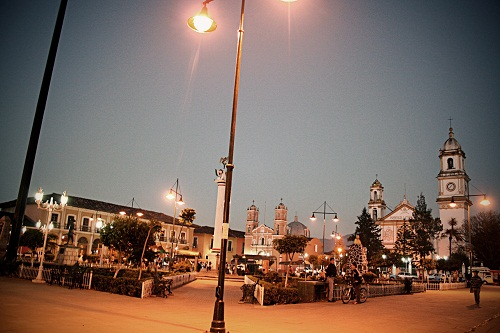
Zócalo de Zacapoaxtla

La Parroquia Lateranense se ubica al este de la Plaza Principal (Plaza de la Constitución) o Zócalo, construida durante el transcurso de la primera mitad del siglo XVII y consagrada a los apóstoles Pedro y Pablo. En 1798, esta recibió el nombramiento de parroquia y, en 1882 fue beatificada y adherida a la Basílica de San Juan de Letrán, en Roma con las mismas indulgencias, jaculatorias y primicias, misma categoría que comparte con las catedrales de Córdoba, Argentina y de Lima, Perú. La parroquia presenta una fachada toscana, rematada con un frontispicio triangular, y un muro frontal de más de dos metros de espesor. La nave de esta tiene una bóveda única, la cual es sostenida por arcos de nervadura. El altar mayor es de estilo neoclásico, contiene un nicho consagrado al Santo Patrono Pedro Apóstol, y que aloja a un Cristo crucificado. Se destaca en la torre mayor un reloj europeo que fue instalado en 1882. El interior de la parroquia fue decorado en 1936 por el pintor Luis Toral González.

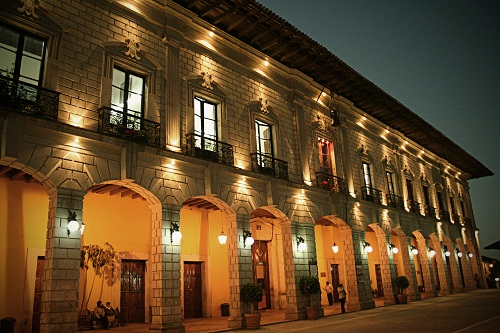
Palacio Municipal

 Al oeste de la plaza principal está el Palacio Municipal que data de 1890. Este presenta una fachada de cantera, mezcla estilos bizantino y grecorromano. Al norte de la Parroquia Lateranense hay una capilla en la cual se adora a un Cristo de Esquipulas, traído de Guatemala, y que fue construida en 1803. El Santuario de Nuestra Señora de Guadalupe se ubica una cuadra al sur de la parroquia; su construcción se inició en 1811, y tuvo el propósito de agradecer a la Virgen de Guadalupe, ya que se le atribuyó la salvación del pueblo de los estragos de la Guerra de Independencia de México. Los interiores de esta también fueron decorados por Luis Toral, en 1962. La iglesia del Señor de Nahuixesta, construida en 1775, se encuentra al oeste de la ciudad. La ciudad también cuenta con una Plaza de Toros llamada "Batallón Zacapoaxtla".

### Museos
En la planta baja del Palacio Municipal hay un Museo Histórico de Sitio llamado "Xolalpancalli" que cuenta con objetos prehispánicos de los habitantes de antaño, además de fotografías de algunos de los personajes distinguidos de la población y documentos varios sobre su participación en la Revolución Mexicana, y artesanías propias de la región, además de una réplica de una choza nahua y un altar de muertos.

### Bibliotecas
La Biblioteca Municipal se encuentra dentro del Palacio Municipal, con una placa conmemorativa de la visita de la célebre poetisa chilena Gabriela Mistral, quien dedicó su propia poesía para hablar de la exclusión educativa de la niñez y de la marginación social de los pueblos indígenas de la región.

## Atracciones turísticas

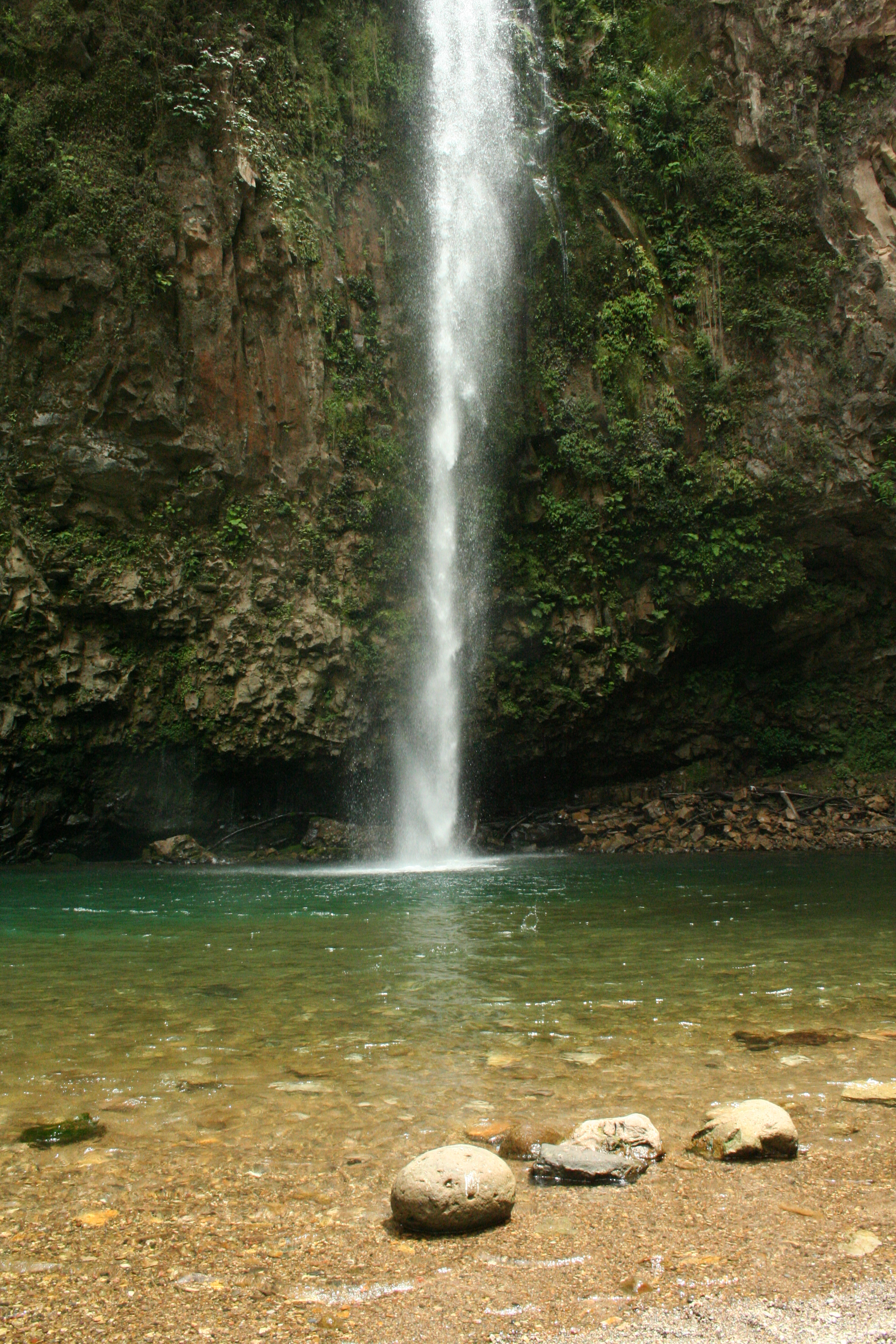
Cascada La Gloria

La ciudad tiene varios miradores: en el acceso sur se encuentra el Mirador y Monumento a la Mujer, el del Fortín, el de Santa Anita, el de Los Asientos (ubicado en la calle Miguel Negrete), que tiene una admirable vista de la cañada y de las altas sierras al noroeste; y el mirador norte, llamado La Cortadura, considerado el más vistoso, consiste un estrecho puente desde el cual se puede admirar las dos profundas hondonadas que flanquean la ciudad. La barranca se hizo artificialmente en 1822 con el propósito de detener el avance de un batallón español, en la fase final de la Guerra de Independencia. Próximo a este último mirador, se encuentra un obelisco, el cual conmemora la victoria de los héroes locales.

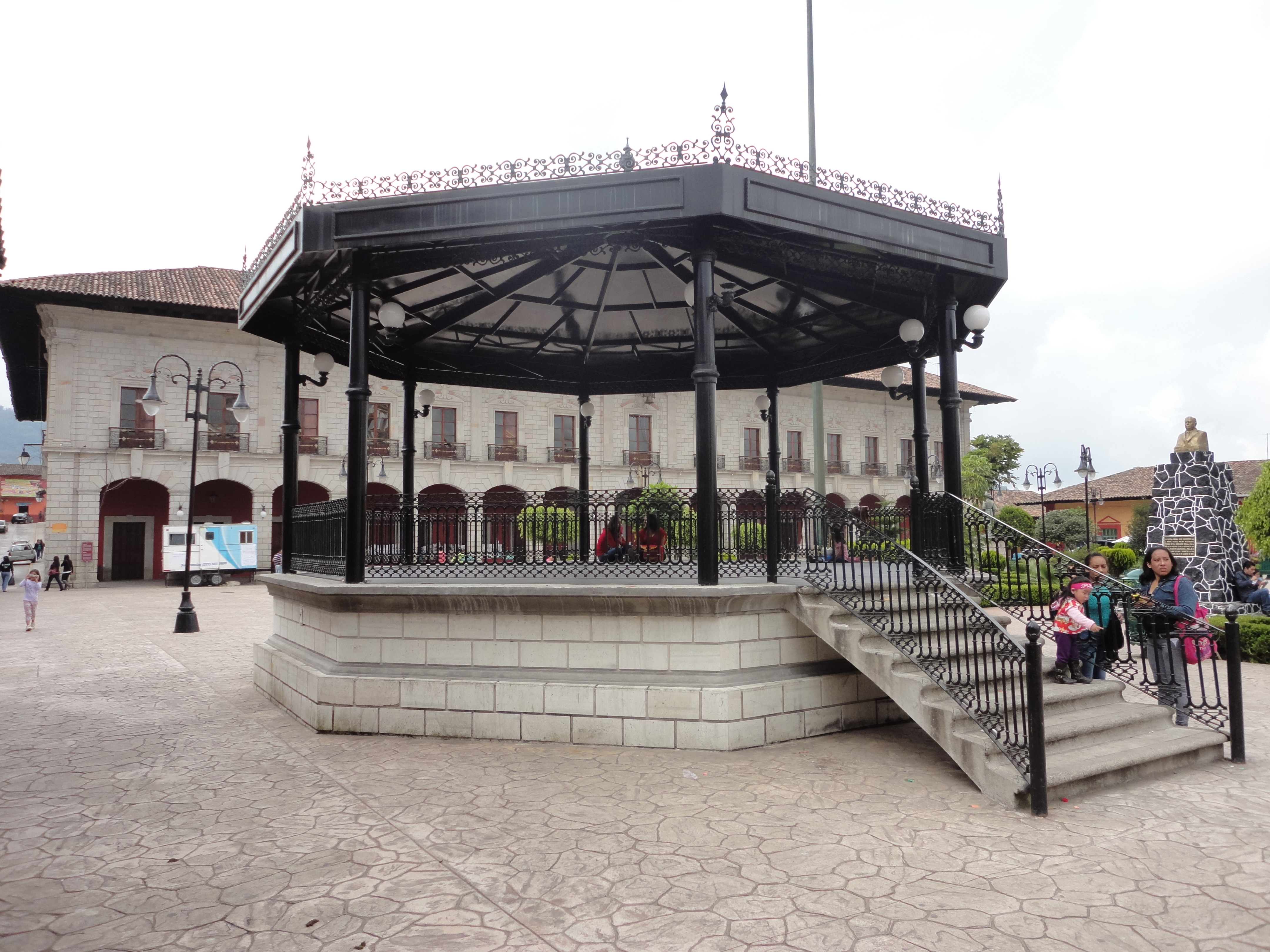
Kiosko y Palacio Municipal

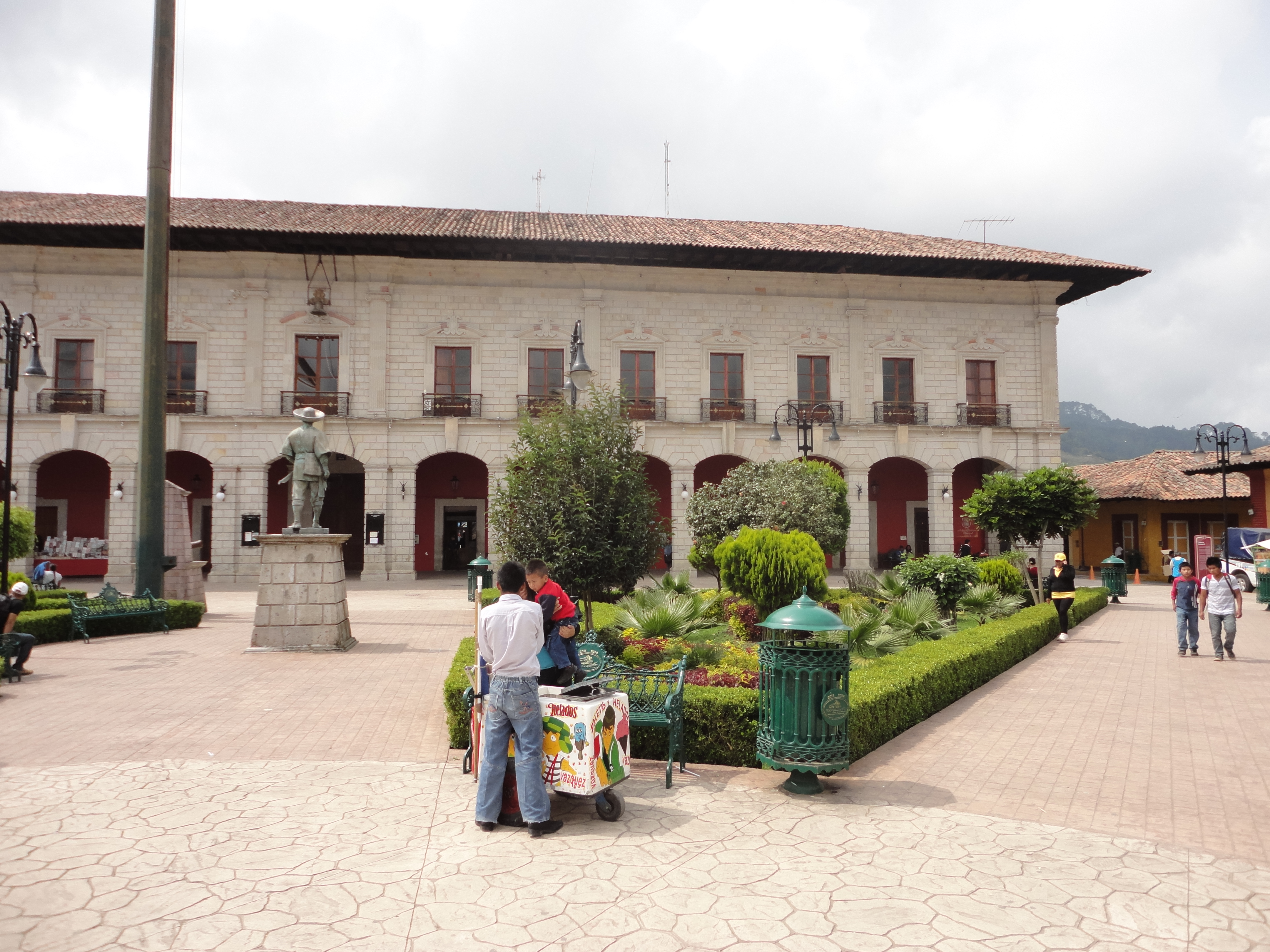
Palacio Municipal

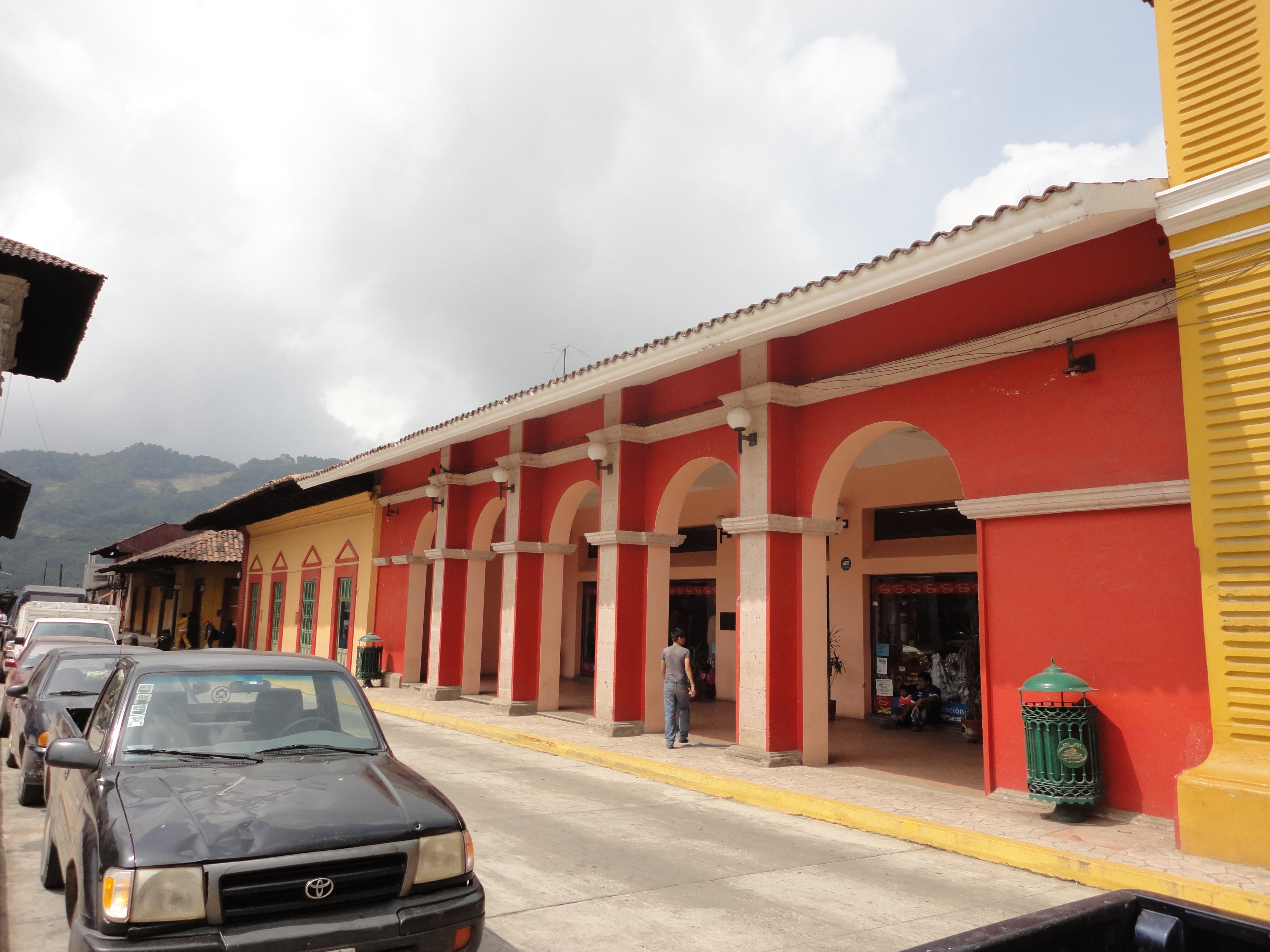
Fachada antigua

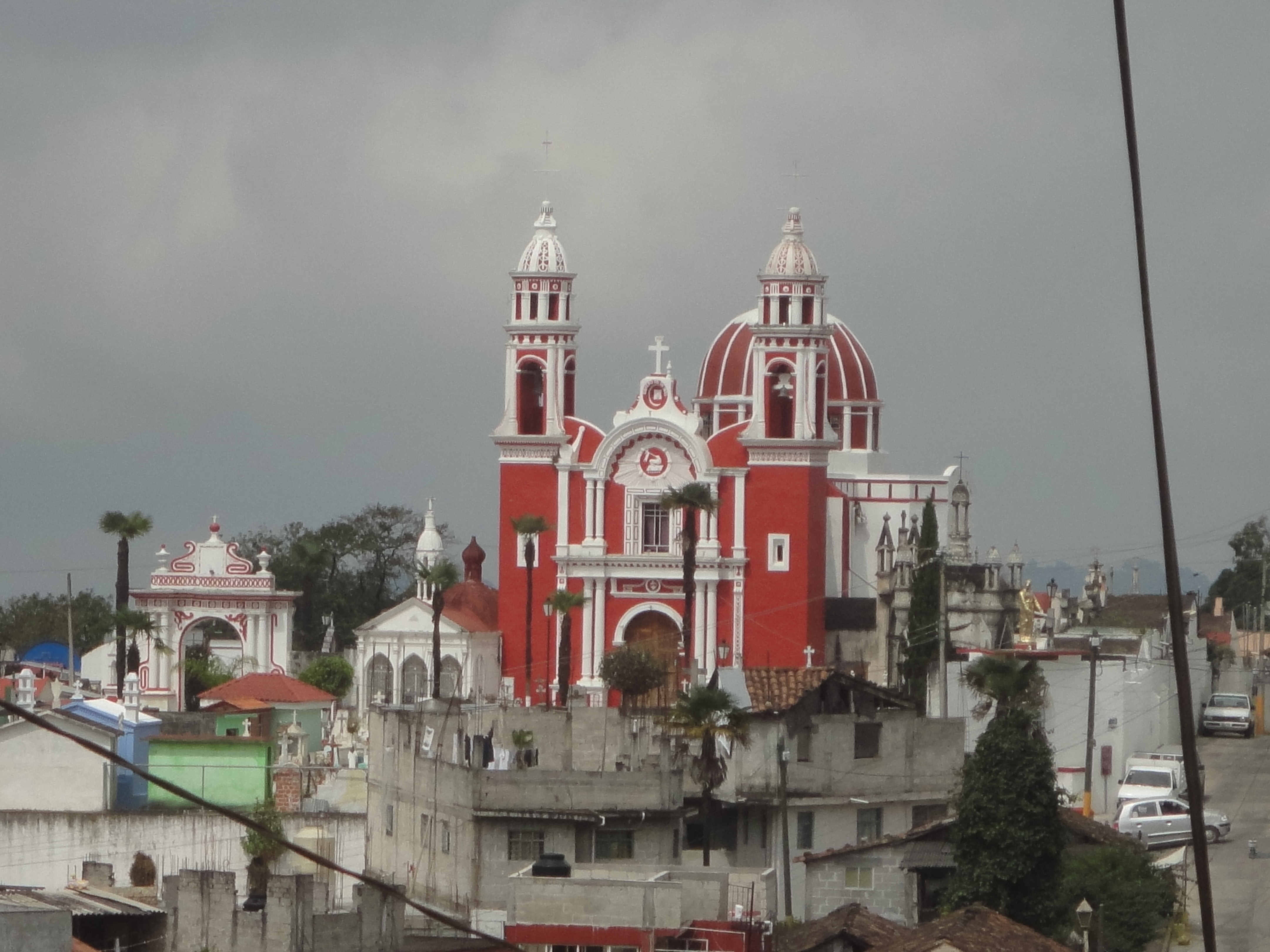
Iglesia del Señor de Nahuixesta

La Cascada "La Gloria" se localiza sobre el río Apulco y tiene una altura de 35 m. Está ubicada en la carretera Puebla-Cuetzalan, en el paraje denominado Apulco que se encuentra a diez minutos de Zacapoaxtla. Otras caídas de agua se pueden apreciar, como la "Cascada La Olla", la cual tiene una altura de 35 metros aproximadamente y está conformada por dos caídas de agua que se unen en la poza que forman las mismas. El cauce continúa hasta pasar por debajo de la Finca Santa María Tres Arroyos y perderse en el cañón hacia la presa de Atotocoyan. También está la cascada "Velo de Novia" en Ejecayan, que además del atractivo visual que ofrece, dispone en las inmediaciones de establecimientos donde se cría y vende trucha.
Otro atractivo turístico es el "volcán extinto" que hizo erupción en el año 1270, modificando la topografía de esta zona serrana y sepultando para siempre el área arqueológica de “Xaltetelli” (hoy Xaltetela); esta zona fue el lugar en donde se instaló la Cultura Maya Olmeca, y en 1360 parte de la cultura totonaca, que desapareció por motivo de los ataques que la hordas chichimecas efectuaron en esta parte de la serranía norte (hoy de Puebla). Este fenómeno natural formó una meseta además de vertientes, que en ambos lados son bañadas por las aguas de los escurrimientos que proceden de las partes altas de algunas montañas que rodean a la actual Ciudad de Zacapoaxtla.

## Presidentes municipales (1940-2021)
- Fernando Soto.           	1940
- Alejandro Macip Alcántara.	1941-1942
- Mario Molina Gutiérrez.	        1943-1944
- Julio Lobato Molina.	        1945-1946
- Rogelio Macip.	1947
- Francisco Nieto Lucas.	        1948
- Pompeyo Limón Alcántara.	1949-1951
- Alejandro Landero Álamo.	1951-1953
- Antonio Carreón Garrido.	1954
- José Cid Sánchez.	        1954-1957
- Celerino Toral Jiménez.   	1957-1960
- Joaquín Valera Sosa.	        1960-1963
- José Amado Macip Cruz.   	1963-1966
- Alejandro Landero Álamo.	1966-1969
- José Fernández González.	1969-1972
- Luis Álamo Arriaga	        1972-1975
- René Abelardo Macip Macip	1975-1978
- Miguel Méndez Amador	        1978-1981
- Samuel Hernández Villa   	1981-1984
- Eugenio Castañeda Sánchez	1984-1987
- José Amado Macip Cruz	        1987-1990
- Luis Villa Ramiro.	        1990-1993
- Esteban Saúl Cárcamo Lobato.	1993-1996
- Emmanuel A. Toral Soto.	1996-1999
- Gildardo Castañeda Domínguez 	1999-2001
- Eugenio Castañeda Sánchez	2002-2004
- Francisco Díaz Cano            2004-2005
- Guillermo Soto Bautista 	2005-2008
- Justino Guerrero Lillo	        2008-2011
- José Armando Sánchez Jiménez	2011-2014
- Guillermo Lobato Toral          2014-2018
- Ebodio Santos Alejo           2018 - 2021

## Atractivos Naturales

### Cascada "La Olla"
El río Apulco desemboca al valle en el lugar denominado la rinconada, su cauce continúa atravesando esta zona de Apulco, hasta llegar al punto en donde se desparrama y encañona nuevamente formando la cascada “La Olla”, su nombre lo toma por su forma. La cascada mide 35m aproximadamente y está conformada por dos caídas de agua que se unen en la poza que forman las mismas. El cauce continúa hasta pasar por debajo de la Finca Santa María Tres Arroyos y perderse en el cañón hacia la presa de Atotocoyan.

### Cascada "Velo de Novia"
La cascada denominada "Velo de Novia", también conocida como "Cola de caballo" sobrepasa los 40m de altura, forma en su caída una poza natural en forma de oreja, de aguas procedentes tanto de la parte sur “Huichautla”, como de la sur poniente denominada “Ahuehueco”, formando un remanso dentro de las tierras Ejecayan, que más abajo se unen a las que provienen de los terrenos del barrio de las lomas. El lugar conocido como Ejecayan se localiza a tres kilómetros al sur de Zacapoaxtla, puede llegar caminando, en bicicleta o en automóvil.

### Volcán Apaxtepec
Volcán extinguido que hizo erupción en el año 1270 dentro de la era cristiana, modificando la topografía de esta zona serrana y sepultando para siempre el área arqueológica de “Xaltetelli” (hoy Xaltetela). Desde hace 3000 a 2500 años antes de la era cristiana, fue el lugar en donde se instaló la Cultura Maya Olmeca, y en 1360 parte de la cultura totonaca, que desapareció por motivo de los ataques que la hordas chichimecas efectuaran en esta parte de la serranía norte (hoy de Puebla). Este fenómeno natural formó una meseta además de vertientes que proceden de las partes altas de algunas montañas que rodean a la actual Ciudad de Zacapoaxtla.

### Tomaquilo
La ciudad cabecera se asienta sobre las faldas de distintas montañas que la circundan, al oriente el cerro llamado “Tomaquilo”, que sobrepasa los 2400 m de altura sobre el nivel del mar, situándose sobre sus faldas los barrios de Tatoxcac y Xaltetela. En lo más alto de este cerro se encuentra un mirador del cual se puede apreciar Zacapoaxtla rodeada de gran número de cerros y montañas. En la cima del cerro Tomaquilo se encuentra la Santa Cruz, el Símbolo de la Fundación de Zacapoaxtla, así como la escultura monumental de un “Cristo Rey”.